# Ampelocissus birii
Ampelocissus birii là một loài thực vật hai lá mầm trong họ Nho. Loài này được P.Singh & B.V.Shetty mô tả khoa học đầu tiên năm 2005.